# Roger Allers
 (août 2023).
Si vous disposez d'ouvrages ou d'articles de référence ou si vous connaissez des sites web de qualité traitant du thème abordé ici, merci de compléter l'article en donnant les références utiles à sa vérifiabilité et en les liant à la section « Notes et références ».
Roger Allers est un réalisateur et scénariste de films d'animation, né le 29 juin 1949 à Rye à New York qui travailla pour les studios Disney avant de partir chez Sony Pictures.

## Biographie
Il naît à New York, mais passe son enfance à Scottsdale, dans l'Arizona. À l'âge de cinq ans, il devient amateur de cinéma d'animation après avoir vu Peter Pan.
Après quelques essais dans l'animation, il intègre les studios Disney en 1985 comme scénariste sur le film Oliver et Compagnie. Il poursuit sur plusieurs films avant d'obtenir le poste de réalisateur, aux côtés de Rob Minkoff, sur Le Roi lion (1994) qui sera un grand succès.
Il est nommé pour un Tony Award pour l'écriture du livret de la comédie musicale Le Roi lion (1997).
Il devait ensuite réaliser Kuzco, l'empereur mégalo, mais quittera le projet en laissant la réalisation à Mark Dindal.
En 2007, Allers obtient une nomination pour l'Oscar du meilleur court-métrage d'animation pour La Petite Fille aux allumettes, version du classique de Hans Christian Andersen, séquence prévue à l'origine pour le film Fantasia 2006, finalement inachevé.
Il quitte les studios Disney en 2005 et réalise le film Les Rebelles de la forêt avec Jill Culton et Anthony Sattchi pour Sony Pictures.
Roger Allers est marqué par Le prophète de Khalil Gibran, il en écrit et dirige l’adaptation animée sortie en août 2015, aux États-Unis et en décembre 2015 en France. Un film où nombreux animateurs et réalisateurs, du monde du cinéma d'animation ont participé, illustrant les poèmes de Gibran : Tomm Moore, Michal Socha, Joan Gratz, Nina Paley, Bill Plympton, Joann Sfar, Mohammed Harib ou encore Paul et Gaëtan Brizzi.

## Filmographie

### Réalisateur
- 1994 : Le Roi lion (The Lion King) coréalisé avec Rob Minkoff
- 2005 : La Petite Fille aux allumettes (film inachevé)
- 2006 : Les Rebelles de la forêt (Open Season) coréalisé avec Jill Culton et Anthony Sattchi
- 2015 : Le Prophète, coréalisé avec Tomm Moore, Nina Paley, Gaëtan et Paul Brizzi, Joann Sfar, Bill Plympton, Joan Gratz, Mohammed Saeed Harib et Michel Socha (co-réalisateurs)

### Scénariste
- 1988 : Oliver et Compagnie storyboard
- 1989 : La Petite Sirène storyboard
- 1990 : Bernard et Bianca au pays des kangourous storyboard
- 1991 : La Belle et la Bête, superviseur scénario et superviseur storyboard
- 1992 : Aladdin
- 2000 : Kuzco, l'empereur mégalo histoire originale
- 2005 : La Petite Fille aux allumettes, adaptation
- 2015 : Le Prophète scénario et adaptation

### Animateur
- 1980 : Animalympics, animateur et scénario
- 1982 : A Room Full of Energy, animateur
- 1983 : Rock and Rule, animateur
- 1989 : Little Nemo : Les Aventures au pays de Slumberland, animateur
- 2010 : Waking Sleeping Beauty (lui-même, caricaturist artist)

## Box-office
| Film                     | Budget        | Monde           | États-Unis    | France             |
| ------------------------ | ------------- | --------------- | ------------- | ------------------ |
| Le Roi lion              | 79 300 000 $  | 968 483 777 $   | 422 783 777 $ | 10 716 947 entrées |
| Les Rebelles de la forêt | 85 000 000 $  | 197 309 027 $   | 85 100 000 $  | 1 556 609 entrées  |
| Total                    | 164 300 000 $ | 1 165 792 804 $ | 507 883 777 $ | 12 273 556 entrées |